# HD 187753
HD 187753，又名BD+09 4288，SAO 125139、HR 7562，是一颗恒星，视星等为6.25，位于銀經48.48，銀緯-8.64，其B1900.0坐标为赤經19h 46m 30.1s，赤緯+9° -8.64′ 33″。